# Erfenstein
Erfenstein is een plaats in de Duitse gemeente Esthal, deelstaat Rijnland-Palts, en telt 100 inwoners.